# A Wild Hare
A Wild Hare (en español; La liebre salvaje) es un cortometraje animado estadounidense de 1940 dirigido por Tex Avery, producido por Leon Schlesinger y distribuido por Warner Bros. como parte de la serie Merrie Melodies. El corto se estrenó el 27 de julio de 1940 y en él aparecen Elmer Gruñón y Bugs Bunny, este último en lo que se considera su primera aparición oficial.